# 分圧
分圧（ぶんあつ、英語: partial pressure）とは、多成分からなる混合気体において、ある1つの成分が混合気体と同じ体積を単独で占めたときの圧力をいう。たとえば酸素の分圧は酸素分圧と呼ばれる。
ドルトンの分圧の法則によれば、混合気体の圧力（全圧）は各成分の分圧の和に等しい。よって、分圧の法則が成り立つ混合気体であれば、ある成分 i の分圧 Pi は
{\displaystyle P_{i}=X_{i}P}
のように全圧 P に係数としてモル分率 Xi を使って簡単に表すことができる。混合気体が理想気体の状態方程式 PV = nRT に従うなら、この混合気体では分圧の法則が成り立つ。すなわち、理想混合気体の成分 i の分圧は Pi = XiP で表すことができる。それに対して混合気体が PV = nRT に従わないときには、ふつうは分圧の法則が成り立たないので Pi ≠ XiP である。

## 専門的な定義
混合気体中の2つの成分が化学平衡の状態にあるときには、これらの成分は混合気体と同じ体積を単独では占めることができない。よって、上述の方法ではこれらの成分の分圧を定義することはできない。たとえば二酸化窒素は四酸化二窒素と
{\displaystyle 2\mathrm {NO_{2}} \rightleftharpoons \mathrm {N_{2}O_{4}} }
で表される平衡状態にある。そのため、NO2 と N2O4 の混合気体から NO2 または N2O4 の一方のみを取り出すことは不可能である。
このような場合でも各成分の分圧が定義できるように、専門的には成分 i の分圧 Pi
を次式で定義する。
{\displaystyle P_{i}=X_{i}P}
ここで P は混合気体の全圧で、Xi は成分 i のモル分率である。この式を定義式とすることで、混合気体と同じ体積を単独では占めることができない成分についても分圧を定義することができる。また、分圧の法則が成り立たない混合気体についても Pi = XiP がすべての成分について成り立つ。すなわち、理想気体であれ実在気体であれ任意の混合気体について分圧が定義できる。
分圧を Pi = XiP で定義すると、各成分の分圧の和はいつでも全圧に等しい。ドルトンの法則が成り立たないような混合気体においても、各成分の分圧の和が全圧に等しくなる。したがって、この定義のもとでドルトンの法則について述べるときは
というように、分圧という言葉を使わずに述べなければならない。